# The Haunted Mouse
Pour plus de détails, voir Fiche technique et Distribution.
The Haunted Mouse est un dessin animé américain en noir et blanc de la série Looney Tunes mettant en scène un chat et une souris fantôme. Le dessin animé, sorti en 1941, est réalisé par Tex Avery sur un scénario de Michael Maltese,.

## Synopsis
Un chat noir et blanc affamé marchant dans un lieu désertique aperçoit un panneau indiquant « Ma's Place, cuisine familiale, à 3 miles ». Il se précipite avec joie jusqu'à cette place, mais elle est devenue une ville fantôme : un panneau précise que sa population est de cent fantômes. Tous les bâtiments ont des noms en forme de calembours avec le mot ghost (« fantôme »). Le chat, ignorant l'existence de fantômes, entre chez Ma's. Le fantôme d'une souris découvre le chat affamé. Semi-transparente, elle peut devenir complètement invisible à volonté. Elle veut se venger des chats qui l'ont tourmentée, aussi, elle joue au chat toutes sortes de mauvais tours. Elle lui apporte d'abord une assiette de lait que le chat savoure... mais qu'elle fait disparaître.
Comme le chat se plaint d'avoir faim, la souris lui propose de manger... une souris. Le chat découvre alors qu'elle est une souris et court après. La souris se précipite dans un trou dans le mur. Le chat en colère la somme d'en sortir. La souris fantôme sort alors du plancher et se joint à ses cris. Peu après, le chat désabusé croit l'avoir attrapée. Mais elle ressort du plancher et lui demande s'il tient la souris. À nouveau désabusé, le chat reprend sa chasse. La souris se cache dans un trou du plancher. Pendant que le chat fouille dans le trou, la souris devenue invisible lui botte le fondement puis lui fait un nœud à la queue. Dans le plan suivant, le chat voit un crayon se déplacer tout seul et écrire sur le mur une phrase moqueuse sur lui. La souris lui fait des chatouilles, se rematérialise en joueur de tambour. La souris le frappe avec les baguettes avant de revenir dans le trou du mur. Au moment où le chat s'approche de celui-ci, la souris sort et l'embrasse sur la bouche. Elle lui fait ensuite la farce de l'allumette enflammée. Le chat en feu saute par la fenêtre et meurt. La souris se croit vengée mais le fantôme du chat vient la poursuivre. Elle quitte la ville à toute vitesse, en ôtant au passage une unité au nombre d'habitants sur le panneau.

## Fiche technique
Source IMDb
- Réalisation : Tex Avery
- Scénario : Michael Maltese

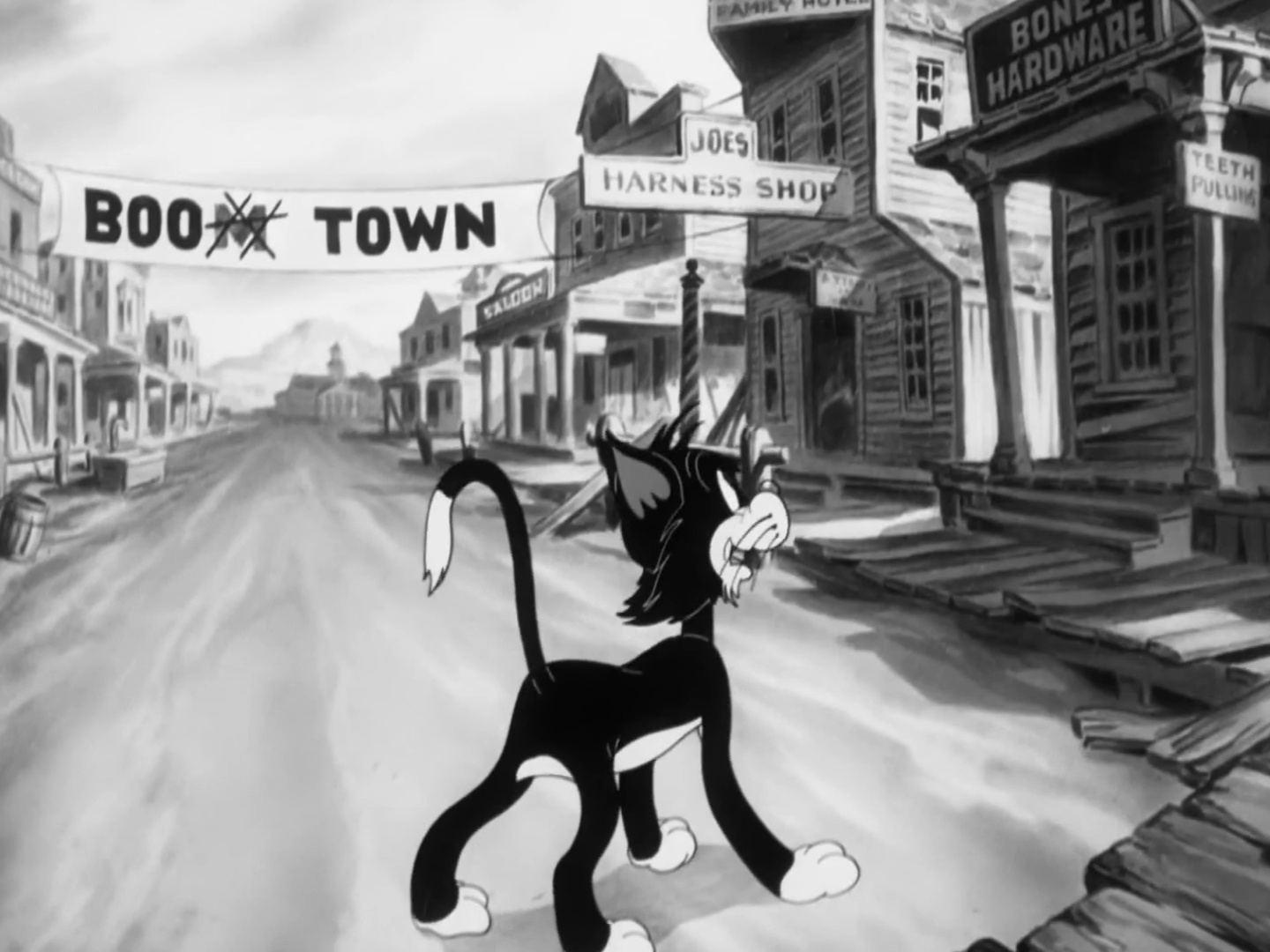
Le chat découvre la ville fantôme.

- Production : Leon Schlesinger Studios
- Musique originale : Carl W. Stalling
- Montage et technicien du son : Treg Brown (non crédité)
- Distribution : 1941 : Warner Bros. Pictures
- Pays de production : États-Unis
- Langue : anglais
- Genre : court métrage de dessin animé de comédie
- Durée : 7 minutes 45 secondes
- Format : 35 mm - 1,37 :1 - noir et blanc - son mono - procédé cinématographique : sphérique
- Date de sortie :
  - États-Unis : 15 février 1941

## Voix

### Voix originales
Source IMDb
- Mel Blanc : le chat
- Walter Tetley : la souris

## Animateurs
Source IMDb

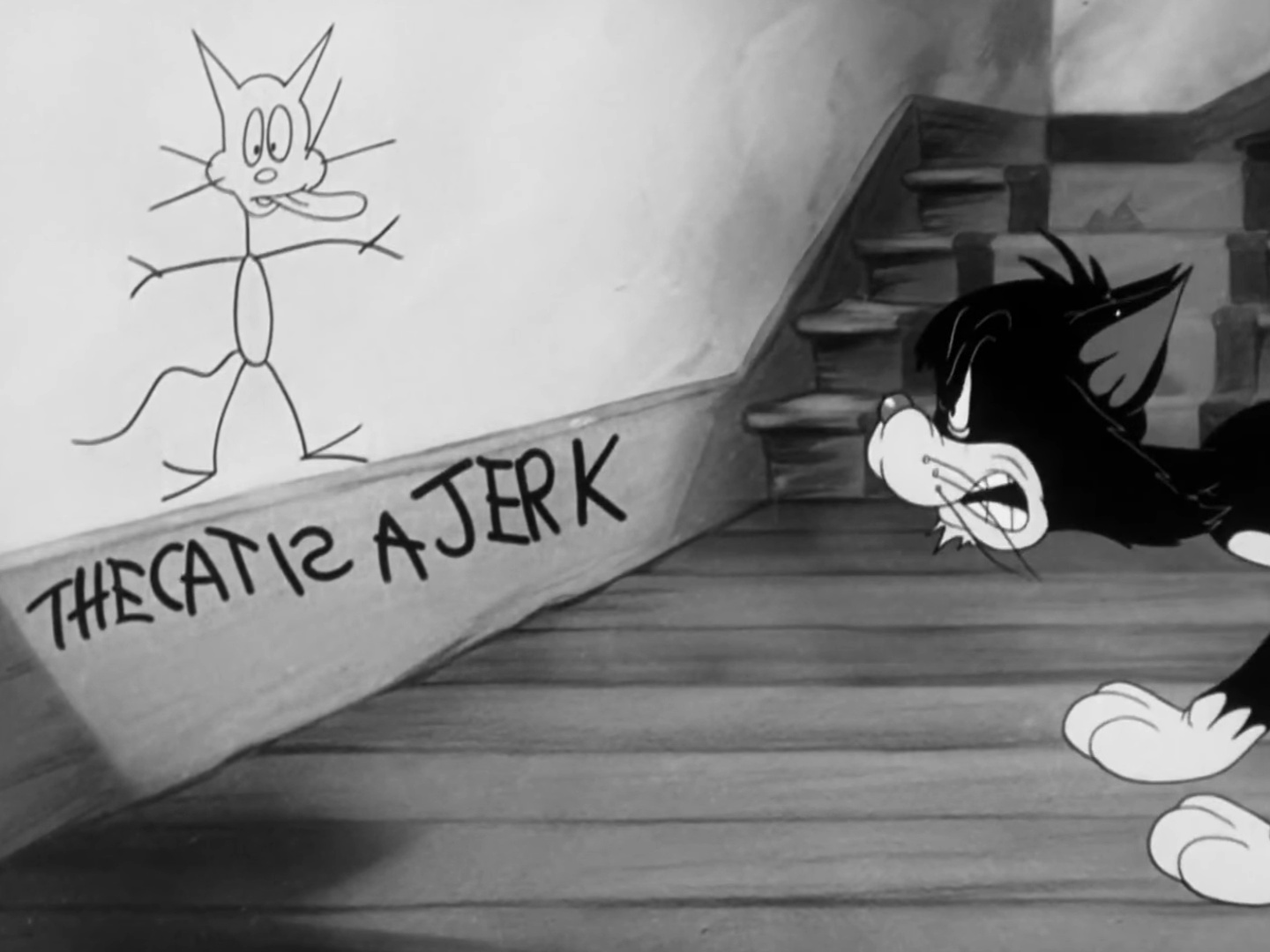
La souris se moque du chat par un graffiti (« Le chat est un sot. »).

- Sidney Sutherland (comme : Sid Sutherland)

Absents du générique :
- Virgil Ross
- Robert McKimson
- Rod Scribner (en)
- Charles McKimson (en)
- Rev Chaney

Décors et mise en place :
- John Didrik Johnsen

## Direction musicale
- Carl W. Stalling, directeur de la musique
- Milt Franklyn, orchestration (non crédité)

## Musiques
Aucune musique n'est citée au générique.
- Angel in Disguise (en)

Musique par Stefan Weiß et Paul Mann
- Ain't We Got Fun?

Musique par Richard A. Whiting
- Puddin' Head Jones

Musique par Lou Handman (en)